# Bethany Hall-Long
Bethany Hall-Long (Contea di Sussex, 12 novembre 1963) è una politica statunitense, governatrice del Delaware nel 2025.

## Biografia
Bethany Hall-Long nasce nella contea di Sussex, nel Delaware. Discendente di David Hall, governatore del Delaware dal 1802 al 1805, è cresciuta in una fattoria insieme ai suoi due fratelli maggiori. Si è laureata in infermieristica alla Thomas Jefferson University, fino ad ottenere un master alla Medical University of South Carolina e un dottorato di ricerca in politiche per la salute e infermieristica alla George Mason University. Ha ricoperto poi il ruolo di insegnante in quest'ultima università, prima di spostarsi all'Università del Delaware dove ha insegnato infermieristica.
Iscritta al Partito Democratico, entra in politica per la prima volta nel 2002, quando viene eletta alla Camera dei rappresentanti del Delaware, carica che ha mantenuto fino al 2008, anno in cui è stata eletta questa volta al senato statale.
Nel 2017 diventa vicegovernatrice dello Stato sotto il governatorato di John C. Carney Jr..
Nel 2024 si candidò alle primarie democratiche per la scelta del candidato governatore in vista delle elezioni governatoriali, ma risultò sconfitta dallo sfidante Matt Meyer. È diventata poi governatrice il 7 gennaio 2025, pochi giorni prima dello scadere del secondo mandato di Carney Jr., il quale si era dimesso dopo la sua elezione a sindaco di Wilmington. Vi rimarrà in carica fino al 21 gennaio, giorno in cui le succederà il governatore eletto Meyer.